# Il dio nero e il diavolo biondo
Il dio nero e il diavolo biondo (Deus e o diabo na terra do sol) è un film del 1964 diretto da Glauber Rocha.
È ritenuto il film manifesto del Cinema Novo brasiliano.

## Trama
Strutturato in forma di ballata scandita dalle parole di un cantastorie cieco, il film segue le vicende del mandriano Manoel e di sua moglie Rosa, una coppia di poveri abitanti del sertão. Manoel subisce un torto da un ricco proprietario di bestiame e lo uccide; per questo è costretto a fuggire fino al Monte Santo, dove una comunità di fedeli segue le fanatiche indicazioni di Sebastião, un monaco che si è autoproclamato santo. Sebastião, che promette l'avvento del Paradiso sulla terra quando il sertão ed il mare saranno uniti, induce Manoel a compiti sempre più gravosi, fino a spingerlo al sacrificio di un infante per purificare sua moglie Rosa.
Nel frattempo la Chiesa cerca un modo per sbarazzarsi di Sebastião, ingaggiando Antonio das Mortes, un cacciatore di cangaceiros, perché uccida il monaco e stermini la sua comunità. Rosa uccide Sebastião poco prima dell'arrivo di Antonio, che lascia in vita Manoel e la donna perché possano raccontare la strage dei fedeli. Fuggiti dal Monte Santo, Manoel e Rosa incontrano Capitão Corisco, un violento cangaceiro che vuole vendicarsi della morte del capo della sua banda Lampião e della sua fidanzata Maria Bonita, uccisi dai soldati. Manoel entra nella banda di Corisco e insieme a lui saccheggia una villa di ricchi possidenti, mentre Rosa è attratta dal cangaceiro. Ma Antonio das Mortes è sulle tracce di Corisco, che alla fine raggiunge ed uccide. Manoel e Rosa si ritrovano ancora a vagare per il sertão verso una nuova vita.